# 14è districte de París
El 14è districte és un dels vint districtes de París, França. Es troba a la Riba Esquerra del Sena. Conté la majoria del barri de Montparnasse, refugi tradicional d'artistes i llar d'una comunitat bretona. El districte és conegut sobretot per la Tour Montparnasse i la gare de Montparnasse.
El 14è districte també conté la Cité Internationale Universitaire de Paris, a prop del Parc Montsouris i l'Stade Charléty.

## Geografia
El 14è districte té una àrea de 5,621 km².

## Demografia
El 14è districte va assolir la seva població màxima el 1954, quan tenia 181.414 habitants. A l'últim cens (1999), la població era de 132.844 habitants, i comptava amb 71.836 llocs de treball.
| Any (dels censos francesos) | Població | Densitat (hab. per km²) |
| --------------------------- | -------- | ----------------------- |
| 1872                        | 69.611   | 12.384                  |
| 1954 (població màxima)      | 181.414  | 32.274                  |
| 1962                        | 178.149  | 31.693                  |
| 1968                        | 167.093  | 29.727                  |
| 1975                        | 149.137  | 26.532                  |
| 1982                        | 138.596  | 24.657                  |
| 1990                        | 136.574  | 24.297                  |
| 1999                        | 132.844  | 23.634                  |

## Barris
Cadascun dels vint districtes de París se subdivideix en quatre barris (quartiers). Aquests són els quatre barris del 14è districte:
- Quartier du Montparnasse
- Quartier du Parc Montsouris
- Quartier du Petit-Montrouge
- Quartier de Plaisance

## Llocs del 14è districte

### Llocs d'interès
- Museu de les Catacombes de París
- Cimetière du Montparnasse
- Gare de Montparnasse
- Montparnasse
- La Santé Prison
- Tour Montparnasse

### Carrers i places
- Place de Catalogne
- Rue de l'Arrivée
- Place Denfert-Rochereau
- Rue Delambre
- Rue du Départ
- Place Edgar Quinet
- Avenue du Maine
- Boulevard du Montparnasse
- Boulevard Raspail